# جبل البشري
يقع جبل البِشْرِي في وسط صحراء بادية الشام شمال شرق سوريا، على بعد 55 كيلومتراً غرب مدينة دير الزور. تحدُّه من الجنوب صحراء بادية الشام الواسعة، ومن الشمال بادية الرصافة، حيث أنّ الجبل - إلى جانب سلسلة الجبال التدمرية - يُعَدّ الفاصل الجغرافيّ بين هاتين الباديتين. سبب التسمية لغزو الشيخ مشعان بن غادن البشري لباديه سوريا

## التاريخ والآثار
يتحدَّر من منطقة جبل البشري شعب الأموريين، وهم بدو سيطروا لفترة من الزّمن بالقدم على وسط وجنوب بلاد ما بين النهرين، وقد كان الجبل موطنهم الأصليّ وكان يرتبط ذكره بهم. كما كان أحد آلهتم وهو بيسير منسوباً في اسمه إلى جبل البشري.
بدأت في شهر شباط من سنة 2007 أعمال تنقيب ودراسة في منطقة جبل بشري تحت برنامج «نشوء المجتمعات القبلية في الفرات الأوسط»، بمشاركة نحو 17 فريقاً من الباحثين السوريين واليابانيين في تعاون ما يُعرَف بـ«البعثة الأثرية السورية اليابانية المشتركة». وقد بدأت البعثة التقيب في مواقع العصر البرونزي، فأجرت أربع نشاطات: الأول سبر أولي لموقعي رجم الحداجة وبئر رحوم، والثاني مسح مقابر العصر البرونزي القديم في تل غانم العلي، والثالث إجراء مسح جغرافي وجيولوجي لغانم العلي، وأما الأخير فهو مسح لمواقع العصر الحجري الحديث بالمنطقة. انتهت أعمال التنقيم في موقع رحوم في 30 من آذار سنة 2010، وقد تبيَّن أنه يضم آثاراً تعود إلى العصر الحجري الحديث، منذ سنة 8,000 قبل الميلاد. وأما موقع غانم العلي فقد أجري فيه مسح لمقابر من العصر البرونزي القديم، بالإضافة إلى مسح جيولوجي وجغرافي عامّ.

## الموارد الطبيعية
اكتشف في جبل البشري احتياطيٌّ هائلٌ من مادة الأسفلت الطبيعي في سنة 2007، يُقدَّر بنحو 50 إلى 60 مليون طن. ويمكن لهذا المخزون أن يسدّ حاجة سوريا من الأسفلت لمدة نصف قرن، كما يُمكِن أن يجلب دخلاً سنوياً للبلاد قدره 100 مليون دولار أمريكي، وأن يحوّلها من مستوردٍ للأسفلت إلى مصدّرٍ له. وقد أجرت له أربع جامعاتٍ سورية 800 تجربة على مدار ثمانية شهورٍ لتزفيت بعض الشوارع فيه، وأثبت إثر ذلك فعاليّته ومطابقته للمعايير العالمية.

## مكافحة التصحّر
بدأت المركز العربي لدراسات المناطق الجافة والأراضي القاحلة ـ أكساد في شهر آذار سنة 1994 برنامجاً لتجربة مكافحة التصحُّر وحماية البيئة في البادية السورية، ووقع الاختيار لإجرائها على منطقة جبل البشري. أعلن عن انتهاء المشروع في شهر كانون الأول من سنة 2006، أي بعد أكثر من 12 سنة على بدئه. بدأ المشروع بدراسات أجريت في سنة 1995 بتعاونٍ بين المركز العربي أكساد ووزارة الزراعة السورية، وتوصَّل إلى أنّ أحد أبرز أسباب التصحر بالمنطقة الفلاحة البعلية، فصدر القرار رقم 17 لسنة 1995 على إثر ذلك القاضي بمنع الفلاحة. بعد ذلك بدأ المشروع باتّباع إستراتيجية إعادة تأهيل الأراضي المتدهورة جرَّاء التصحر. وقد جاءَ المشروع في إطار أربعة مراحل: الأولى هي إنشاء مخبر الاستشعار عن بعد للتعرف على أسباب التصحر (طُبِّقت بين سنتي 1993 و1995)، والثانية مباشرة العمل على أنشطة مكافحة التصحر وعمل مسحٍ بالأقمار الصناعية للمناطق المعنية (1995-1998)، والثالثة توسيع البرنامج ليشمل أنحاءً أكثر من الجبل وقد شمل مناطق الدربولية ورحبة الهجانة والشجيري والثليثوات (1999-مستمرة)، والرابعة والأخيرة نقل التجربة إلى البادية الأردنية (1999-مستمرة). وقد نجح المشروع في إعادة تأهيل الغطاء النباتي بمناطق عدة حول الجبل بزراعة الروثا والنطف بنثر البذور الصناعي لإعادة المراعي، وقد لاقى هذا الأسلوب نجاحاً جيداً، كما أعيدت زراعة أشجار البطم الأطلسي واللوز البري على جوانب وديان الجبل، وقد كانت تشكّل غاباته فيما مضى.